# Salto Hueso
Salto Hueso (también escrito Salto Epopa, o en pemón: Epöpa merú) es el nombre de una cascada o caída de agua ubicada en el río karuay en el sector Oriental del área protegida conocida como Parque nacional Canaima al sureste del país suramericano de Venezuela. Aunque su caída es pequeña resalta por la vegetación y los pozos que se forman en sus alrededores.
Administrativamente hace parte del Municipio Gran Sabana al sureste del Estado Bolívar.
Es accesible vía terrestre y vía fluvial a través de curiaras (tipo de bote local). Se encuentra en las coordenadas geográficas 05°50′14″N 62°03′52″O / 5.83722, -62.06444